# はまゆう (関釜フェリー)
はまゆうは、関釜フェリーが運航しているフェリー。船名はヒガンバナ科の多年草である浜木綿（ハマユウ）に由来する。

## 概要

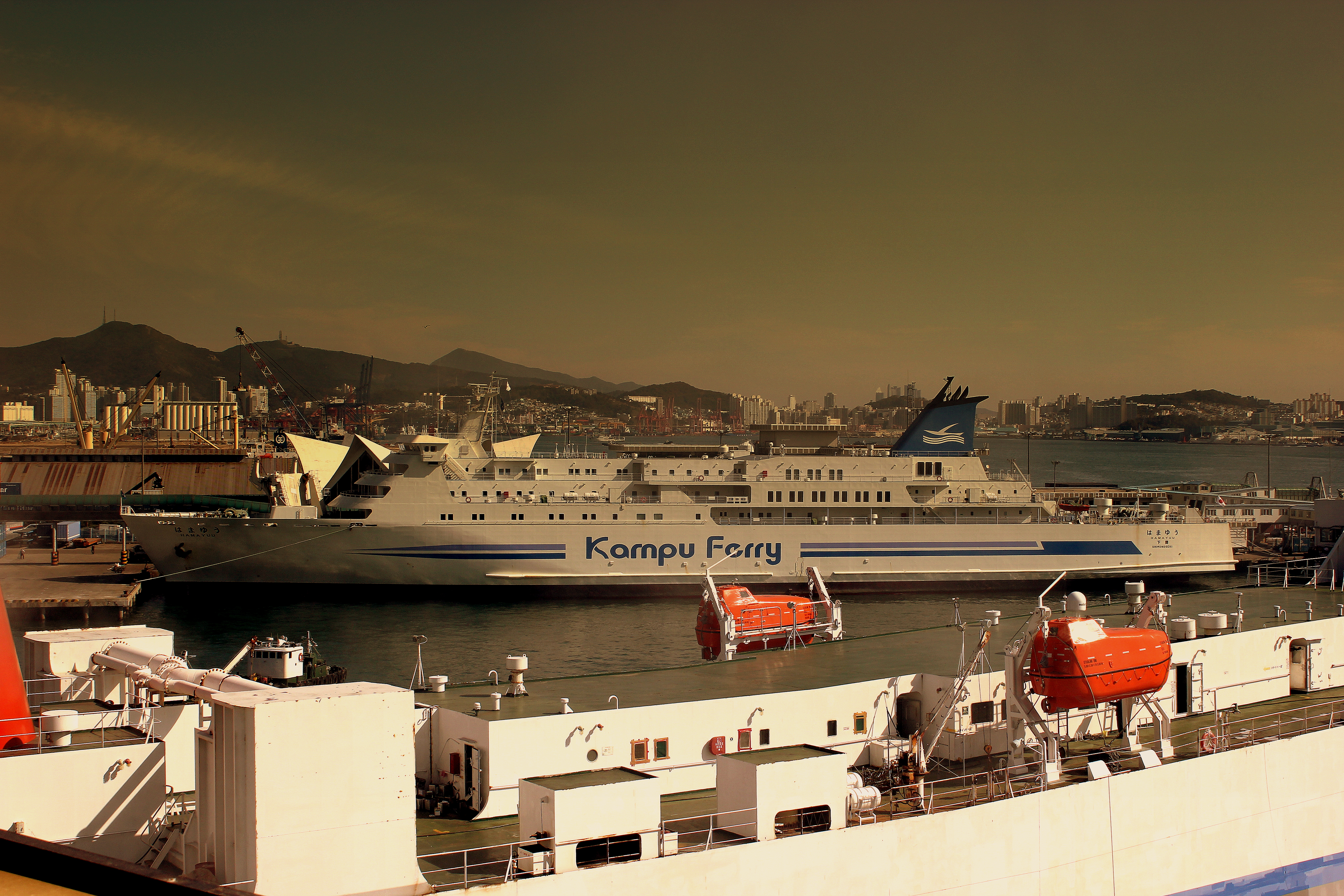
釜山港に接岸する「はまゆう」

フェリー関釜 (3代)の代船として三菱重工業下関造船所で建造され、1998年8月28日に就航した。

### 航路
関釜航路
- 下関港（下関港国際旅客ターミナル） - 釜山港（釜山港新国際旅客ターミナル）

釜関フェリーの星希とともに1日1便を運航する。

## 設計
船体は2層の全通甲板を有する7層構造で、最下層から順に1-7番デッキと呼称しており、3番・4番デッキが全通甲板である。7番デッキは操舵室、4・5・6番デッキが旅客区画および乗組員区画、2番デッキが乗用車用、3番デッキがトラック用の車両搭載区画で、1番・2番デッキの船尾部が機関室となっている。
多機能トイレ、車いす対応エレベーターを備えるなどバリアフリーに配慮した設計となっている。
短距離かつ出入国管理の関係もあり高速性能を必要としない航路事情もあり、前船よりも馬力を減らしたエンジンを搭載して燃料消費の低減を図った。

## 船内
船内はリゾートホテルをイメージしたコンセプトとし、前船と比較して船体は大型化したが、旅客定員は変わらず、特別室や特等室が新たに設けられ、パブリックスペースも充実された。デザインは潤いと快適を感じる空間を演出しコミュニケーションの場を提供する形とし、エントランスを中心に前方は客室・後方は公室に分離している。

### 船室
| クラス           | 部屋数             | 定員  | 設備                                                                         |
| ---------------- | ------------------ | ----- | ---------------------------------------------------------------------------- |
| スイートルーム   | 2名×2室            | 4名   | 専用テラス、バス、シャワー、トイレ、洗面所、テレビ、ラジオ、冷蔵庫、ロッカー |
| デラックスルーム | 2名×8室            | 16名  | バス、シャワー、トイレ、洗面所、テレビ、ラジオ、冷蔵庫、ロッカー             |
| 1等和室          | 4名×10室           | 40名  | シャワー、トイレ、洗面所、テレビ、ロッカー                                   |
| 1等洋室          | 2名×26室、4名×12室 | 100名 | 2段ベッド、シャワー、トイレ、洗面所、テレビ、ロッカー                        |
| 2等洋室          |                    | 302名 | テレビ、ロッカー                                                             |

### 設備
パブリックスペース
- インフォメーション
- エントランス
- プロムナード
- 多目的ホール
- 喫煙コーナー

供食・物販設備
- レストラン
- グリル
- 免税店
- 自動販売機

入浴設備
- 展望浴場
- ランドリー

娯楽設備
- カラオケルーム
- ゲームコーナー

## 事故・インシデント
2005年5月2日、0時39分ごろ、釜山港から下関港へ向かって関門海峡の北西沖を航行中、排気ガスが機関室内に逆流し、右舷主機がハンチングしていたため停止、左舷主機のみで航行を継続して下関港に入港した。接岸後、右舷機排気系統の点検が行われたが異常が発見できなかったため、通常通り下関港から釜山港へ向かったが、同日19時37分ごろ、六連島付近を航行中、同様に排気ガスが逆流したため、運航を中止し、左舷主機のみで翌朝、下関港に帰港した。排気系統の異常の原因は、右舷主機の消音器の製作時の不適切な溶接で、消音器の天板が脱落したためであった。1998年10月には右舷機、2001年9月には左舷機の消音器の底板が脱落して修理されていたが、その際に十分な点検が行われなかったため、溶接不良が見逃されていた。